# サンタナ・ド・リヴラメント

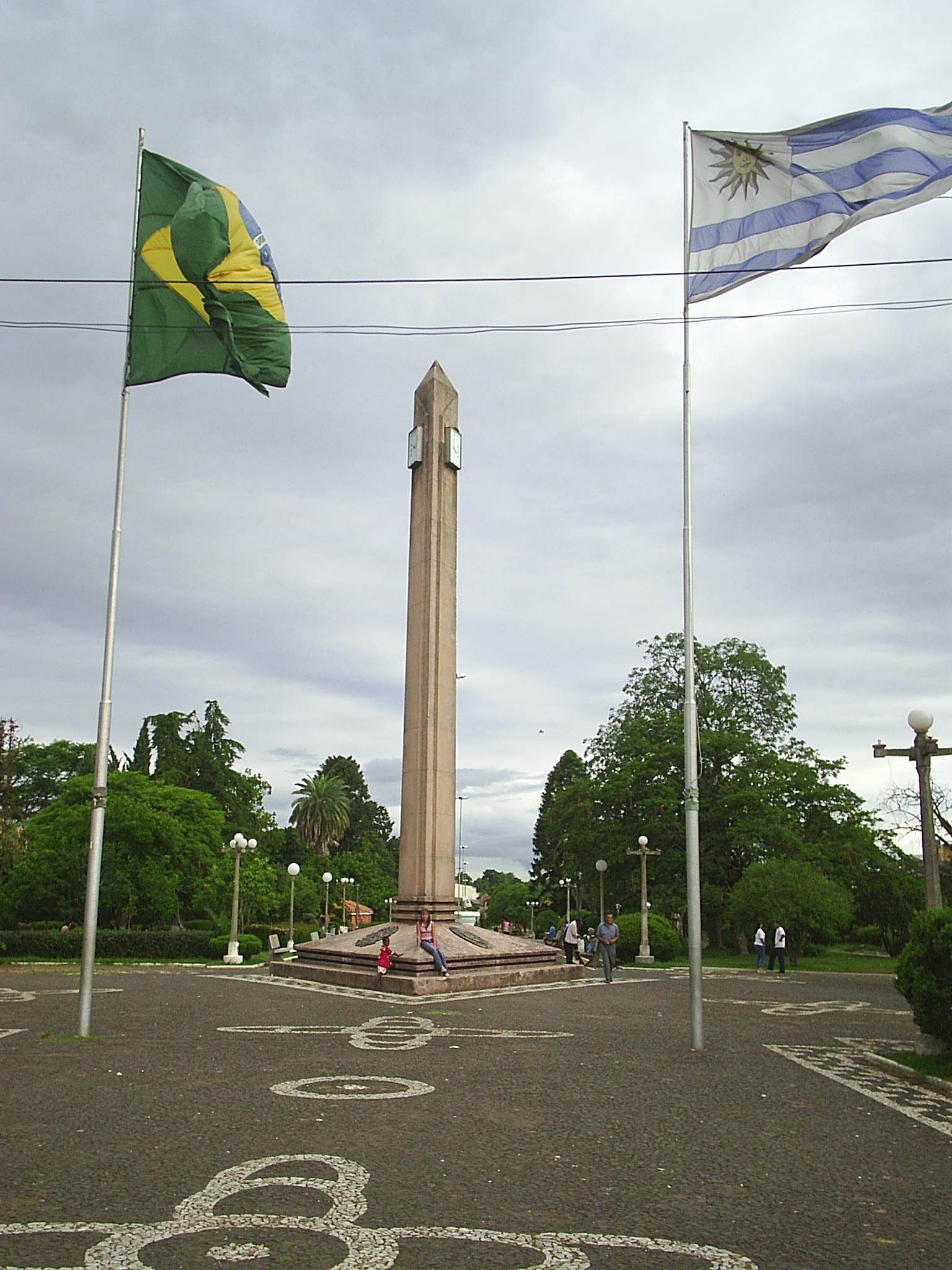
国際広場に建つオベリスク。両市の国境地帯はフロンテイラ・デ・ラ・パス（平和の国境）と呼ばれている

サンタナ・ド・リヴラメント（葡: Santana do Livramento）は、ブラジルのリオグランデ・ド・スル州にある都市。6,950平方キロに7万6321人（2020年）が暮らす。
ウルグアイとの国境付近に位置し、同国のリベーラと接する。この両市で人口20万人規模の国際都市を形成している。

## 概要
州都ポルトアレグレから498kmのところにあり、標高は208m。市街地から10kmほど行ったBR293沿いにはイビラプイタ公園がある。
1823年7月30日に設立され、1857年にアレグレーテから都市と認められた。基幹産業は畑作、畜産、革製品、ブドウの生産・販売など。市街にはワイン生産に理想的とされる南緯31度線が通っている。主なワイナリーとしてアルマデンやサンタ・コリナが挙げられる。農村観光が人気。この一帯ではポルトゥニョール・リヴェレンセというポルトガル語とスペイン語が混じった特殊な言語が使われている。
ブラジルとウルグアイでは軌間が異なるため、両市を通る鉄道では調整が行われる。

## イベント
- 国際凧祭り
- ファーロウピルア革命を記念する9月20日のイベント
- 子羊とワインフェスティバル

## 出身人物
- ジャジソン・ビエラ・カストロ - サッカー選手
- ギリェルミ・ソアレス・ゲデス・ジ・フレイタス - サッカー選手